# Liste der Baudenkmale im Landkreis Osterholz
Die Liste der Baudenkmale im Landkreis Osterholz enthält die nach dem Niedersächsischen Denkmalschutzgesetz geschützten Baudenkmale im niedersächsischen Landkreis Osterholz. 
Der Übersicht und Länge halber ist die Liste nach den Städten und Gemeinden des Landkreises separiert. Diese Einteilung findet sich in der folgenden Tabelle, in der zu jedem Eintrag, soweit möglich, ein exemplarisches Foto eines Baudenkmals aus der jeweiligen Stadt oder Gemeinde zu finden ist.
| Bild | Stadt/Gemeinde       | Karte | Liste                                         | Ortsteile |
| ---- | -------------------- | ----- | --------------------------------------------- | --------- |
|      | Axstedt              |       | Liste der Baudenkmale in Axstedt              |           |
|      | Grasberg             |       | Liste der Baudenkmale in Grasberg             |           |
|      | Hambergen            |       | Liste der Baudenkmale in Hambergen            |           |
|      | Holste               |       | Liste der Baudenkmale in Holste               |           |
|      | Lilienthal           |       | Liste der Baudenkmale in Lilienthal           |           |
|      | Lübberstedt          |       | Liste der Baudenkmale in Lübberstedt          |           |
|      | Osterholz-Scharmbeck |       | Liste der Baudenkmale in Osterholz-Scharmbeck |           |
|      | Ritterhude           |       | Liste der Baudenkmale in Ritterhude           |           |
|      | Schwanewede          |       | Liste der Baudenkmale in Schwanewede          |           |
|      | Vollersode           |       | Liste der Baudenkmale in Vollersode           |           |
|      | Worpswede            |       | Liste der Baudenkmale in Worpswede            |           |